# Кассарі
Кассарі (ест. Kassari) — острів на заході Естонії, волость Кяйна. Острів — 5-ий за величиною в Естонії. На острові розташований об'єкт культурного спадку Естонії, каплиця Кассарі.

## Історія
Миза Кассарі була заснована у 18-му столітті. Засновники — сімейство Штакельбергів. До нашого часу збереглася частина будівель і парк з кам'яною огорожею. Зараз на місці садиби знаходиться гостьовий дім Кельдрімяє.

## Географія

### Флора
Флора представлена луками, хвойними та ялівцевими заростями.

### Фауна
На острові, біля затоки Кяйна гніздиться багато птахів.

## Адміністративний поділ
На острові 4 села: Езікюла, Тагюкула, Кассарі та Ор'яку.

## Туризм
Острів відомий серед естонців. Тут на півдні острова є пляж довжиною 1 км. Вода в ньому вважається однією з найтепліших в Естонії. Від пляжу тягнеться довга кам'яниста коса Сяретірп.
Тут любили відпочивати художники, письменники та інші представники богеми. Вольдемар Пансо, відомий театральний діяч, проводив свої відпустки на місцевих курортах.
Острів відомий своїми фестивалями. Найвідоміший з них — Hiiu Folk. Він проходить у парку з дерев'яними качелями.
На острові знаходиться значна кількість маленьких готелів.
У готельному комлексі «Kassari Puhkekeskus» є власна броварня.
За 2 кілометри від села Кельдрімяє знаходиться кінний хутір. На кінній базі влаштовуються катання верхи на конях і продають коней.
До острова можна дістатися або 2 дорогами з острова Хійумаа або морем через пристань в Ор'яку. Дороги проходять: одна через Ор'яку, інша від Лайзна.

## Визначні місця
На острові знаходяться каплиця Кассарі та 2 музеї:
1. присвячений фінській письменниці Айно Каллас, її дім-дача;
2. Хійумааський етнографічний музей.

Каплиця Кассарі відома тим, що є єдиною діючою каплицею із каменю і солом'яного даху. У каплиці поховані родичі письменниці Марії Ундер.
В Ор'яку є оглядова башта з якої зручно споглядати за птахами в затоці Кяйна.

## Відомі особистості
На острові народився естонський філософ і педагог Юло Каеватс (1945—2015).